# Збудське Длге
Збудське Длге, або Збудське Довге, Збудске Длге (словац. Zbudské Dlhé) — село в Словаччині, Гуменському окрузі Пряшівського краю. Розташоване в північно—східній частині Словаччини в Низьких Бескидах в долині річки Лаборець.
Уперше згадується у 1414 році.
У селі є римо-католицький костел з 1835 року в стилі класицизму, перебудований у 1867 році.

## Населення
| Рік:            | 1993 | 2003     | 2013     | 2023     |
| --------------- | ---- | -------- | -------- | -------- |
| Кількість осіб: | 465  | 568      | 698      | 796      |
| Різниця:        |      | +22,15 % | +22,88 % | +14,04 % |

| Рік:            | 2022 | 2023    |
| --------------- | ---- | ------- |
| Кількість осіб: | 783  | 796     |
| Різниця:        |      | +1,66 % |

У селі проживає 677 осіб.
Національний склад населення (за даними останнього перепису населення — 2001 року):
- словаки — 89,91 %,
- цигани — 8,11 %,
- русини — 0,36 %,
- українці — 0,18 %,
- чехи — 0,18 %.

Склад населення за приналежністю до релігії станом на 2001 рік:
- римо-католики — 92,43 %,
- греко-католики — 1,26 %,
- православні — 0,54 %,
- не вважають себе вірянами або не належать до жодної вищезгаданої конфесії — 5,76 %.